# Megachile acraensis
Megachile acraensis is een vliesvleugelig insect uit de familie Megachilidae. De wetenschappelijke naam van de soort werd in 1903 gepubliceerd door Friese.